# Musculus propleuro-trochanteralis
Musculus propleuro-trochanteralis, mięsień Ipcm8 – mięsień występujący w tułowiu owadów.
Mięsień należący do grupy "mięśni pleurokoksalnych" (ang. pleuro-coxal muscles). Miejscem początkowym jego przyczepu jest grzbietowo-środkowa część episternitu przedtułowia. Jego koniec przyczepia się natomiast do ścięgna krętarza przedniego odnóża, do którego przyczepiają się również mięśnie: musculus protergo-trochanteralis i musculus profurca-trochanteralis.